# Лопта за лакрос
Лопта за лакрос је гумена округла лопта којом се игра лакрос. Циљ игре је да се додавањем лопте дугим штаповима са мрежицом на врху дође до противничког гола и лопта убаци у њега.

## Историја
Лакрос је игра која је била присутна као ратнички ритуал код сјеверноамеричких Индијанаца. Први записи о лакросу сежу још у 17. вијек када су француски мисионари описали ову игру. Њен тадашњи назив је био багатавеј и играла се дугим дрвеним штаповима, док је као лопта служио мањи камен или дрво, а користила се и кожа јелена умотана у косу. Пречник такве лопте је био око 7-8 центиметара. Спорт су модификовали француски досељеници у Канаду који су почели да га играју средином 19. вијека. Први лакрос клуб је основан у Монтреалу 1856. када су се почели користити штапови са мрежицом и гумена лопта, која се ни до модерних времена није превише измијенила.

## Данашња лопта
Према садашњим правилима Америчке федерације за лакрос, донесеним 2000. године, лопта треба бити од гумена округла бијела, жута или наранџаста са обимом 7,75-8 инча (19,3-20 центиметара), маса јој треба бити од 5-5,5 унци (140-154 грама) и када се, при спољашњој температури од 65 Фаренхајта (18,3 °C), баци на бетонски подлогу са висине од 72 in (180 cm) треба да одскочи до 43—51 in (110—130 cm).
Према правилима која су важила до тада маса лопте је требало да буде 140-147 грама, пречника 62,7-64,7 милиметара и требало је да при нормалним условима, пуштена са висине од 180 центиметара, одскочи до 109-129 центиметара, што износи око 70% од почетне висине. Лопта је морала садржати око 65% гуме.

### Произвођачи лопти
Најпознатији произвођачи лопти за лакрос су Warrior, STX и Brine. Једини произвођач лопти за Major League Lacrosse је Warrior који прави наранџасте лопте. Brine је званични произвођач лопти за универзитетске лиге, док је STX произвођач лопти за такмичења у средњим школама и млађим категоријама.